# Louis Buffet
Louis Joseph Buffet (Mirecourt (Vosges),  1818. október 26. – Párizs, 1898. július 7.) francia politikus, a Harmadik Francia Köztársaság 4. miniszterelnöke volt.

## Pályafutása
1840-ben ügyvédként kezdett dolgozni, politikai karrierje csak az 1848 februári forradalom idején kezdődött. Miután hitet tett a köztársaság mellett, április 23-án Vosges megye képviselőjévé választották. Az alkotmányozó nemzetgyűlésben megkísérelte összeegyeztetni választási ígéreteit és politikai elképzeléseit. A jobboldallal ülésezett, és bár szavazott a konzervatív többség legtöbb javaslatára, elfogadta teljes egészében a köztársaságot proklamáló alkotmányt. A december 10-i választások után Louis-Napóleon Bonaparte kormányát támogatta. Jacques Alexandre Bixio mezőgazdasági és kereskedelmi miniszter lemondása után a herceg-elnök Buffet-t hívta a minisztérium élére, de amikor látta Louis-Napóleon erősödő személyi kultuszát, visszavonult Odilon Barrot-val együtt 1849 végén. Ismét Vosges megye képviselőjévé választották, és gazdasági ügyekkel kezdett foglalkozni. 1850-ben tagja volt annak a bizottságnak, amely Pierre Jules Baroche-sal  kidolgozta a választójogra vonatkozó  reformtervezetet. Léon Faucher kormányában április 10-től mezőgazdasági és kereskedelmi miniszterré nevezték ki. Az új választási törvényt május 31-én elfogadták, de Louis-Napóleon októberben visszavonta, ezért Buffet kénytelen volt elhagyni miniszteri posztját. De néhány nappal később a Becsületrend lovagi fokozatával tüntették ki. 

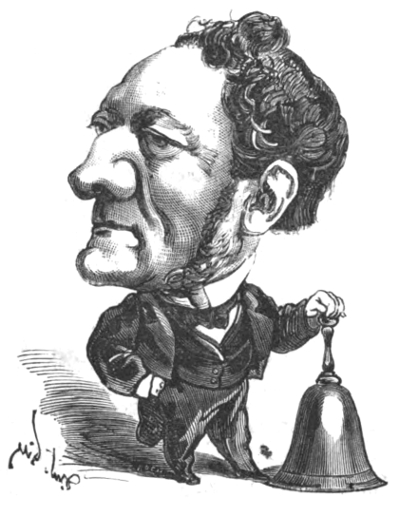
André Gill karikatúrája Buffet-ről, a nemzetgyűlés elnökéről (1873)

1851. december 2-án, az államcsíny idején az Orsay lovassági kaszárnyában tartották fogva más képviselőkkel együtt, majd Mirecourt-ba, szülővárosába vonult vissza 1864-ig, és Vosges megye tanácsosaként működött. 1864-ben újra Vosges nemzetgyűlési képviselője, a harmadik párt tagjai között ülésezett, és hamarosan egyik vezetőjük lett. Igyekezett összebékíteni a ’parlamenti szabadságot’ a dinasztia iránti hűséggel. Pénzügyi kérdésekben szólalt fel gyakran, és hevesen ellenezte, hogy a költségvetés egyensúlyát kölcsönökkel teremtsék meg.
1868-ban Buffet is felszólalt a katonai szolgálatot módosító új törvény ellen, amely kilenc évre emelte a katonáskodás idejét (öt év a hadseregben, négy év tartalékos szolgálatban). 1870. január 2-án Émile Ollivier megalakította a ‘liberális császárság’ kormányát, Buffet a pénzügyek élére került.
1872-ben a nemzetgyűlés elnökévé választották. 1875-ben kormányt alakított, és a belügyek is hozzá tartoztak. 1876-ban a vesztes választások után lemondott, majd ezt követően a szenátus örökös tagja lett.

## Kapcsolódó szócikk
- Franciaország miniszterelnökeinek listája

| Elődje: Ernest Courtot de Cissey | Franciaország kormányfője 1875. március 10. – 1876. február 23. | Utódja: Jules Dufaure |